# Flughafen Rotterdam Den Haag

i8
i11
i13
Der Flughafen Rotterdam Den Haag (offiziell Rotterdam The Hague Airport, früher niederländisch Luchthaven Zestienhoven,  IATA-Code: RTM, ICAO-Code: EHRD) befindet sich rund 6 km nördlich des Stadtzentrums von Rotterdam und ist mit einem Passagieraufkommen von 2,2 Millionen Fluggästen nach Amsterdam Schiphol und Eindhoven der drittgrößte Flughafen der Niederlande (Stand 2023).
Betreiberin des Flughafens Rotterdam ist die Schiphol Group, die auch den Flughafen Amsterdam Schiphol betreibt.

## Anfahrt
Ein Airport Shuttle verkehrt zwischen dem Rotterdamer Hauptbahnhof und dem Flughafen. Auch vom Amsterdamer Hauptbahnhof verkehrt ein Shuttle-Service, der auch Schiphol, Den Haag und Delft bedient.

## Fluggesellschaften und Ziele
Die niederländische Billigfluggesellschaft Transavia Airlines unterhält einen Stützpunkt auf dem Flughafen. Daneben wird der Flughafen auch von anderen Fluggesellschaften genutzt.
Es werden Verbindungen zu mehr als 50 Zielen angeboten. Angeflogen werden u. a. im deutschsprachigen Raum Salzburg, Innsbruck und Genf. Verbindungen nach Deutschland bestehen derzeit nicht.

## Verkehrszahlen
| Jahr | Passagiere | Fracht in t | Flugbewegungen |
| ---- | ---------- | ----------- | -------------- |
| 2000 | 775.981    | 789         | 113.518        |
| 2001 | 826.889    | 565         | 93.170         |
| 2002 | 706.460    | 285         | 86.997         |
| 2003 | 726.287    | 229         | 66.943         |
| 2004 | 1.196.958  | 45          | 63.973         |
| 2005 | 1.098.300  | 17          | 65.154         |
| 2006 | 1.137.835  | 15          | 64.267         |
| 2007 | 1.146.692  | 23          | 65.531         |
| 2008 | 1.059.006  | 15          | 59.651         |
| 2009 | 991.390    | 5           | 52.905         |
| 2010 | 1.000.858  | 80          | 52.644         |
| 2011 | 1.158.420  | 47          | 53.899         |
| 2012 | 1.273.147  | 46          | 48.129         |
| 2013 | 1.590.144  | 55          | 50.659         |
| 2014 | 1.687.574  | 100         | 49.525         |
| 2015 | 1.692.407  | 80          | 50.834         |
| 2016 | 1.683.863  | 77          | 52.442         |
| 2017 | 1.774.976  | 13          | 49.962         |
| 2018 | 1.943.733  | 19          | 53.322         |
| 2019 | 2.133.976  | 1           | 52.439         |
| 2020 | 497.078    | 1           | 38.653         |
| 2021 | 764.061    | 15          | 46.139         |
| 2022 | 2.133.708  | 6           | 59.444         |
| 2023 | 2.242.656  | 0           | 56.480         |

## Zwischenfälle
- Am 28. Dezember 1962 wurde mit einer aus Southend kommenden Aviation Traders ATL-98 der Channel Air Bridge (Luftfahrzeugkennzeichen G-ARSF) bei schlechter Sicht und Schneefall ein Sichtanflug auf den Flughafen Rotterdam durchgeführt. Aufgrund eines zu steilen Anflugs kollidierte das Flugzeug 240 Meter vor der Landebahn mit einem zwei Meter hohen Damm, sprang wieder hoch und schlug dann 70 Meter weiter sehr heftig erneut auf. Dabei riss die rechte Tragfläche ab, woraufhin die Maschine sich nach rechts auf den Rücken drehte und noch rund 200 Meter weiter rutschte. Der Kapitän wurde getötet, die anderen drei Besatzungsmitglieder überlebten wie auch die 14 Passagiere.[11][12]

## Galerie

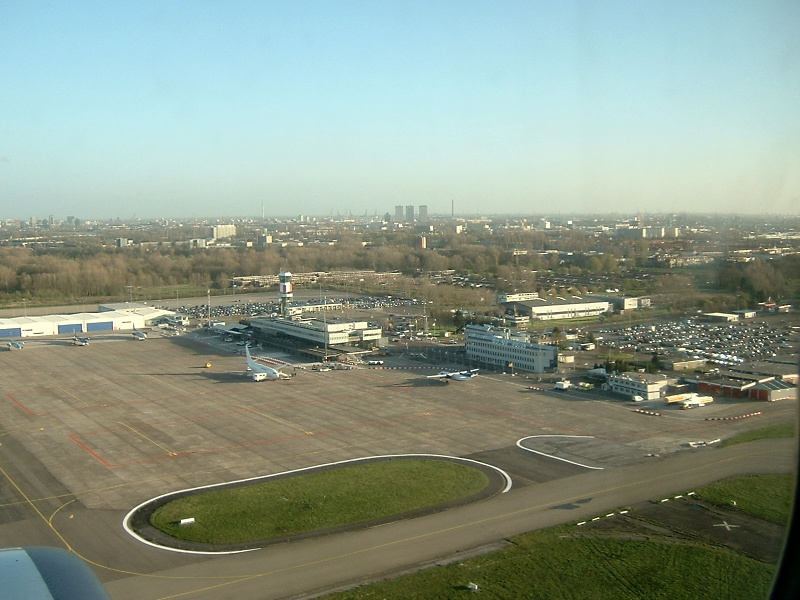
Vorfeld
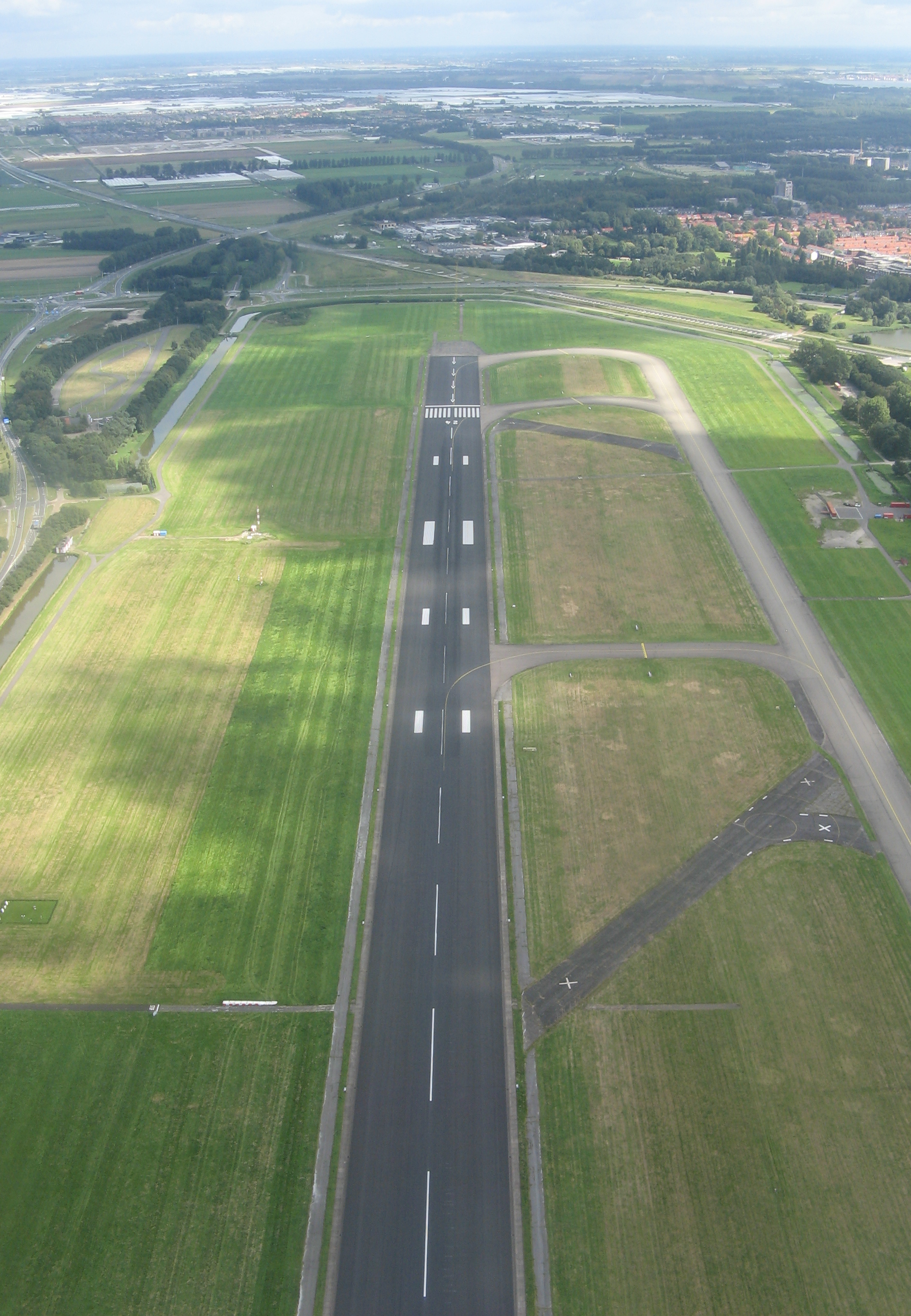
Start- und Landebahn
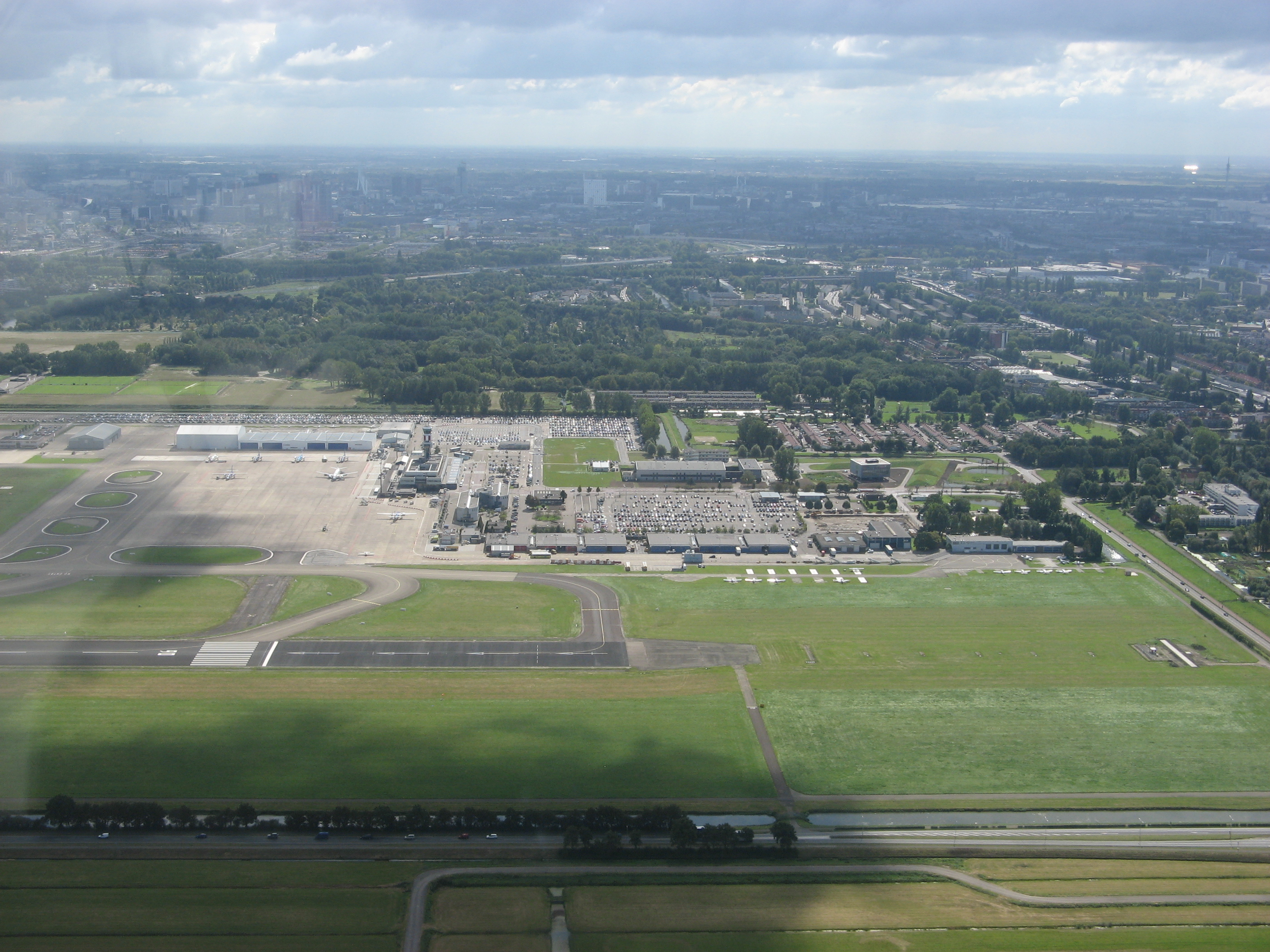
Gebäudekomplex
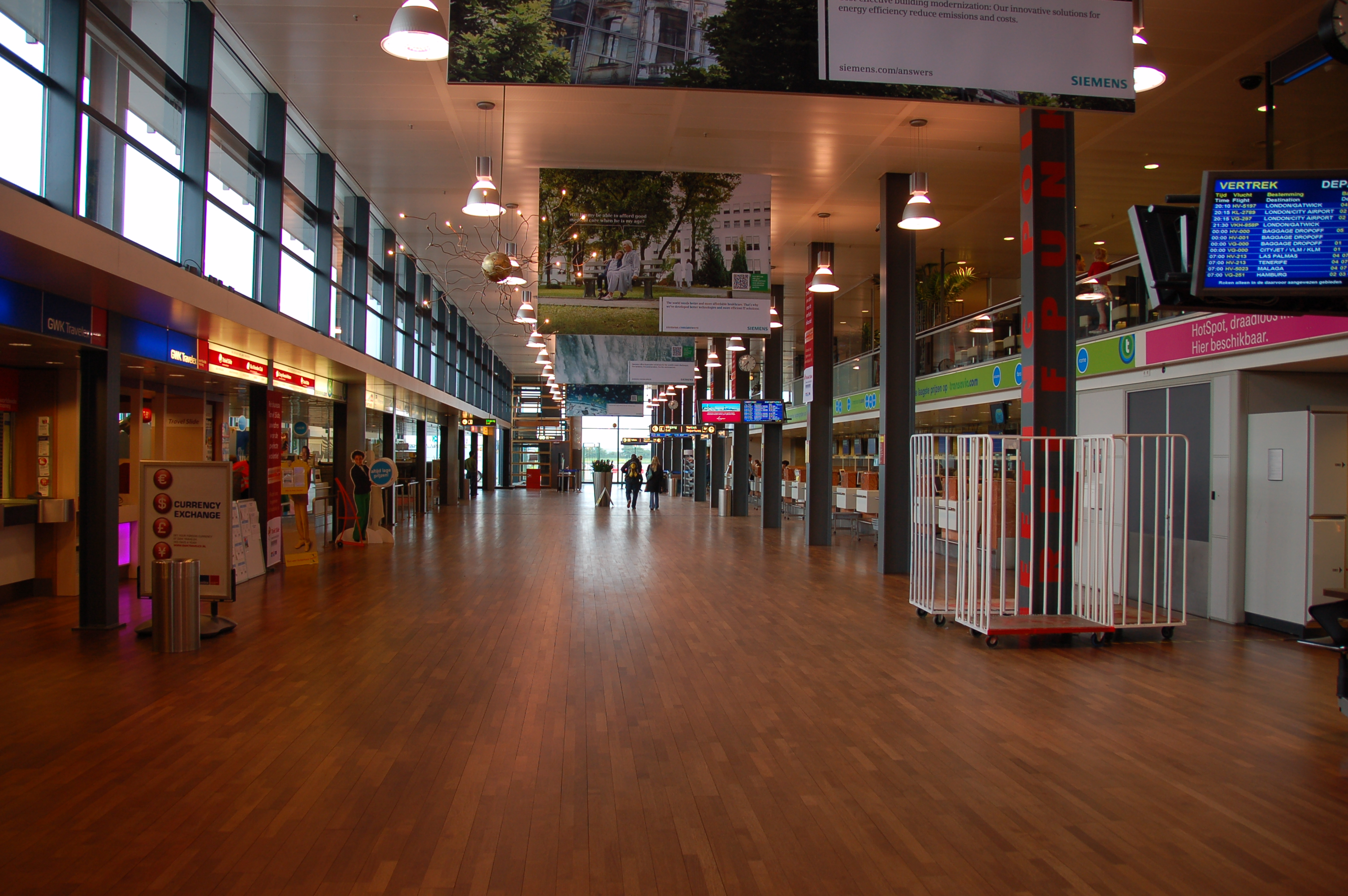
Innenansicht Terminal